# Chiesa di Santa Maria la Vecchia (Ribis)
La chiesa di Santa Maria la Vecchia è un edificio religioso di Ribis, frazione di Reana del Rojale, in provincia e arcidiocesi di Udine; fa parte della forania della Pedemontana ed è filiale del santuario parrocchiale della Beata Vergine del Carmine, situato nella medesima frazione.
La chiesa, che è documentata fin dal XIV secolo, ha molto probabilmente origini ancora più antiche, è stata più volte modificata nel corso dei secoli ed è stata recentemente riportata all'aspetto originale. La chiesa è stata chiamata per secoli la Bella, ma dal XVII secolo è conosciuta come la Vecchia per distinguerla dal santuario di Santa Maria del Carmine costruito a Ribis nel 1648.
La facciata a capanna ha il portale architravato sormontato da un occhio; lungo la linea di gronda si sviluppa un motivo di archetti pensili in cotto. L'aula è rettangolare, l'abside ha una volta a crociera con costoloni impostati su peducci in pietra convergenti in una rosetta stellata. Non vi è traccia degli affreschi che, secondo un contratto stipulato nel 1559, tra il cameraro di Ribis ed il pittore Giacomo Secante, che si impegnava a dipingere sulla volta e sulla facciata del coro.